# Inácio da Costa Rezende
Inácio da Costa Rezende (Andrelândia, então Turvo, 1786 — Cachoeira de Minas, 25 de setembro de 1858) foi o fundador da cidade de Cachoeira de Minas, na região sul do estado de Minas Gerais.
Nascido em Andrelândia no ano de 1786, Inácio era filho do Alferes Manoel da Costa Rezende e de Dona Ana Felipa Ferreira, naturais da Freguesia de Nossa Senhora da Conceição de Prados. Pela parte paterna era neto de João de Rezende Costa, natural da Freguesia de Nossa Senhora de Assunção, Ilha de Santa Maria, Arquipélago dos Açores e de Dona Helena Maria, natural da Freguesia de Nossa Senhora das Angústias, Ilha do Faial, do mesmo Arquipélago dos Açores. Pela parte materna era neto de Manoel Carvalho Duarte e de Dona Bárbara Ferreira Brandôa.
Inácio era também sobrinho e primo dos inconfidentes José de Rezende Costa (pai e filho), condenados ao degredo em terras africanas.